# Cyrkulator
Cyrkulator – urządzenie stosowane w technice mikrofalowej, zazwyczaj trójwrotnik. Charakteryzuje się macierzą rozproszenia (w przypadku idealnym):
{\displaystyle S={\begin{vmatrix}0&0&1\\1&0&0\\0&1&0\end{vmatrix}}}
W praktyce oznacza to, iż sygnał (fala elektromagnetyczna) wprowadzony do pierwszych wrót jest wypromieniowywany drugimi, wprowadzony do drugich – trzecimi, zaś do trzecich – pierwszymi. Do ich budowy wykorzystuje się magnesowany ferryt i zjawisko rotacji Faradaya.
Układ stosowany jest np. w antenach radarowych do oddzielenia sygnału nadajnika i odbiornika.